# Pericoma truncata
Pericoma truncata és una espècie d'insecte dípter pertanyent a la família dels psicòdids que es troba a Nord-amèrica: Utah, Colorado i Nebraska.